# ヒューマンライツ・ナウ
ヒューマンライツ・ナウ（英語：Human Rights Now、略称：HRN）は、日本を本拠地とする人権に関する非政府組織（NGO）、NPOである。
新倉修（青山学院大学名誉教授）が理事長、伊藤和子（弁護士）が副理事長、小川隆太郎（弁護士）が事務局長を務める。

## 概要
2012年から国際連合経済社会理事会特別協議資格 (Special Consultative Status)保有する日本の国際人権NGO。東京都に本部を置く。事務所は台東区（2012年）、新宿区（2018年）、港区（2021年）に移転した。東京、ニューヨーク、大阪、ジュネーブ、ヤンゴンに拠点を持つ。

以下は公式ホームページの説明より引用
法律家、研究者、ジャーナリスト、市民などの人権分野のプロフェッショナルたちが中心となり2006年に発足。事実調査、政策提言、エンパワメント事業を三大柱として活動をする。取り組む人権課題は、女性の権利、ビジネスと人権、子ども・少女の権利、武力紛争と人権・重大な人権侵害、人権活動家・表現の自由、経済的・社会的権利。加えて、エンパワメント支援としてミャンマーの法律学校にて人権教育支援を行う。

## 略歴
2006年 - 団体設立。伊藤和子弁護士が事務局長に就任
2007年 - フィリピンのNGOからの依頼で人権活動家への攻撃に関し調査を実施
2007年 - タイ・ビルマ国境付近のメイソットに設立された法律学校「ピースローアカデミー」への支援を開始
2009年 - インド北東部のメガラヤ州における児童労働についての事実調査を実施
2012年 - 国際連合との協議資格を取得
2013年 - 従軍慰安婦問題に関し「侵略の定義はない」とする日本政府の姿勢等について、国際社会の流れに反しているとして是正を求める声明を国際連合人権理事会で発表
2014年 - 認定NPO法人に認定（所轄庁：東京）
2015年1月 - ユニクロの下請け工場の労働環境調査結果を公表
2016年3月 - アダルトビデオ出演強要に関する調査報告書を公表。2017年07月28日、ヒューマンライツ・ナウの求める性犯罪厳罰化への刑法改正に賛同する団体（Colabo代表仁藤夢乃、ライトハウス代表藤原志帆子、Spring代表山本潤）と合同集会。
2020年4月 - 新型コロナウイルスの対応に関し、人権の保障を求める声明を発表。また分野別の声明として、DV被害者支援を求める声明および、在留資格を有しない人々に関する声明を発表。加えて、国連事務総長の発表した新型コロナウイルスと人権に関する報告書の和訳を発表した。

## 批判
自民党衆議院議員の杉田水脈は、第196回国会内閣委員会（2018年3月9日）において、以下の批判をおこなった。
- ヒューマンライツ・ナウについて「日本軍が、慰安婦というのは性奴隷であったとかということを、国連などを通じて世界にそういったことを捏造、ばらまくということをすごく熱心にやっている団体」であると評した。
- 2018年から毎年4月をAV強要JKビジネス防止月間として定め、ヒューマンライツ・ナウの報告書において報告された年間約百件の相談件数を根拠として内閣府から400万円の予算が付けられたが、警察資料によると、2016年1月1日から2018年12月31日の3年間で相談件数は25件で、検挙数は労働派遣法違反による2件のみだったことを挙げ、「AV強要というのは、きっちりと警察が関与している件数というのはほとんどないんですが、政府がお金を使ってこの防止月間をやるメリットって、何があるんでしょうか」と疑問を呈した。

ヒューマンライツ・ナウは上記の発言について以下の反論を行った。
- 当団体はいわゆる従軍慰安婦問題に関して見解の表明を行っていることは事実ですが、その前提となっている事実関係は、河野談話、日本の政府関与のもと設立されたアジア女性基金が残したデジタル記念館慰安婦問題とアジア女性基金に記載された事実、国連人権機関からの各種勧告、レポートです。
- 女性の権利に関心を寄せる民間団体が、慰安婦問題についてイベントを開催したり、イベントに参加すること自体を敵視し、慰安婦問題に関する民間の諸活動そのものを「捏造」「プロパガンダ」「反日」であるかのように指摘・攻撃する杉田議員の質問は、重大な誤解を与え、国民の正当な言論活動を委縮・沈黙させる危険性をはらむものであり、今後繰り返されてはならないと考えます。加えて、民間団体がNGOとして国連の人権機関に対して情報提供を行うことは広く推奨される活動であり、そのことを理由に民間の団体・個人が報復を受けることは国連でReprisalとして問題視され、許されないこととされています。
- 杉田議員はAV出演強要被害に関する相談件数が少ないことを繰り返し指摘し、AV出演強要防止月間を「絶対にやめるべきだ」「デメリットがあまりにも大きい」「デメリットのほうが絶対に大きくないですか」と質問していることについては、被害者が声をあげたり相談に臨むことが容易ではないことへの理解に著しく欠けるものであり、また、公的機関による相談対応が始まったばかりであり、かつ若年女性が公的機関に訪れるのはハードルが高いことへの理解にも欠けています。

3月27日、ヒューマンライツ・ナウは衆議院に対して抗議文を提出し、杉田の発言を議事録から削除するように要請。また、自由民主党に対しても杉田を処すように抗議文を提出したが、自民党は「本件書簡が自民党本部内のどの部局宛てに送付されたのか明らかでなく、本件書簡の受領を確認できない」衆議院事務局は「当該法人からの書簡に対して、委員長から回答はしていない」との回答を行った。
その後、第198回国会内閣委員会（2019年4月17日）において、立憲民主党の大河原雅子議員がヒューマンライツを「ヒューマンライツ・ナウさんは、昨日、厚労委員会の参考人としても呼ばれているような、本当にこれまでもきちんとした活動をされてきているところ」と紹介した上で、ヒューマンライツ・ナウが提出した抗議文を紹介し「女性の人権、女性の権利に関心を寄せる民間団体が、慰安婦問題についてイベントを開催したり、イベントに参加すること自体を敵視したり、慰安婦問題に関する民間の諸活動そのものを、捏造、プロパガンダ、反日であるかのように指摘、攻撃をする杉田議員の質問は、重大な誤解を与え、国民の正当な言論活動を萎縮、沈黙させる危険性をはらむものなんです。今後、二度と繰り返してはならない」と杉田を批判。国連人権高等弁務官事務所による「ヒューマンライツ・ナウは、国連との協力を理由に標的にされ続けている」という報告を紹介した上で「国連事務局から政府に対しましては、本件につきまして、おどし又は報復措置であると認定したといった事実はなく、何らかの具体的な対応を求められている状況ではないというふうに考えております」と発言した。
杉田は第198回国会内閣委員会（2019年5月29日）において、以下の再反論を行った。
- ヒューマンライツ・ナウや大河原議員が言う国連人権機関からの勧告というのは、条約に付随する各委員会が出す勧告を指し、これは国連から独立した機関です。条約加盟国から複数の委員を選出し、委員が個人若しくは団体から申請を受け付け、勧告などの見解を出す機関で、勧告に法的拘束力はありません。また、委員は国連から任命されているわけでもありません。国連が公式な場で日本政府に是正を求めて出した勧告ではないということを明確にしておきたいと思います。（政府参考人も同意）
- 「性奴隷」という表現は、日本政府としては事実に反するので使用すべきではないという立場（2016年2月16日、国連ジュネーブ本部で開催された女子差別撤廃条約第7回及び第8回政府報告審査における杉山外務審議官発言[28]）であり、2017年7月24日に、国連自由権規約委員会に「日本軍によって性奴隷制を余儀なくされた慰安婦」と報告書を提出する行為は、なかった事実をあったかのように偽ること、つまり捏造であり、日本の国際的評価をおとしめる行為であると認識している。
- アジア女性基金は、そこに書いてあること全てが日本政府の公式見解ではない。政府は、従来から一貫して、政府が発見した資料の中には軍や官憲によるいわゆる強制連行を直接示すような記述は見当たらなかったとし、閣議決定も行われている。
- 国連人権機関からの各種報告は、委員が独自に自国以外の百七十八カ国について詳しく調査をすることは困難なので、民間NGOやNPOから出される意見、例えば、先ほど紹介しましたヒューマンライツ・ナウが出した意見書のようなものを参考にします。虚偽にかかわらずです。委員は、これらをそのまま採択することも多く見受けられ、また政府は、みずからの意見を主張する場はなく、質問に答えられる機会しか与えられません。
- 日本国憲法では、国会議員は、議院で行った演説、討論、表決について、院外では責任を問われないことが定められています。レッテル張りを行ったという御指摘をいただきましたが、行ってもいないレッテル張りにより、言論封殺を行ったとのレッテルを張られ、そのレッテルにより、国連までも利用して、憲法上保障されている国会議員としての言論の封殺を試みられたのは私の方です。

また杉田は、ヒューマンライツ・ナウが強要被害を日本による性奴隷制度として国外に喧伝しているとして、以下の批判をおこなった。
- 2015年3月9日、ニューヨークでCSW(国連女性の地位委員会)パラレルイベントとして「慰安婦問題の真実と正義～第二次大戦時の日本軍性奴隷」を女たちの戦争と平和資料館と共催したこと[29]や、女性国際戦犯法廷に検事として参加したシン・ヘボンを理事長としていることなどが、慰安婦は強制連行されたという思想を、日本の国内のみならず海外でも宣伝をする行為であると批判した。
- 女性に対する暴力撤廃の国際デーキャンドルアクション(2017年11月25日)」を「日本軍「慰安婦」問題解決全国行動共同代表柴洋子」「女たちの戦争と平和資料館〔wam〕館長池田恵理子」などの団体と共催したことや「語り始めた被害者たち 日本軍「慰安婦」、AＶ出演強要、JKビジネス(2017年8月8日)」のイベントを、日本軍性奴隷制問題解決のための正義記憶連帯代表の尹美香を招いて開催し、「韓国の元慰安婦金学順さんが慰安婦だったことを告白した後、次々と慰安婦が名乗り出てきた状況と、ＡＶ出演強要やＪＫビジネスの被害者が次々と出てくる状況が酷似している」と喧伝したとして「慰安婦問題とＡＶ出演強要被害を結びつけてこのような催しを行っている」と批判した。

公益財団法人モラロジー道徳教育財団研究員山岡鉄秀は、一部の活動家やNGOが国連特別報告者の偏った情報源になっており、その報告書を同じく偏った団体が広報に用いているスパイラル状態、国連特別報告者が特定の活動家・団体と行動一体化していると批判している。
ヒューマンライツ・ナウが5月13日に会見をした際、社民党の福島瑞穂議員の内縁の夫の海渡雄一弁護士が会見の解説役をした。デイヴィッド・ケイが特定の未検証伝聞に基づいた日本批判の報告書を書いていること、2017年に自民党の委員会のゲストに呼ばれて主張の稚拙さを指摘され反論できずにいたこと、福島瑞穂議員らも参加したヒューマンライツ・ナウの講演に登壇した際に日本政府批判をしていることを批判している。